# Heterusia picata
Heterusia picata là một loài bướm đêm trong họ Geometridae.